# Marguerite Fiora
Margit Fischer, dite Marguerite Fiora, est une illustratrice, peintre, graphiste née à Budapest en 1898 et morte à Aix-en-Provence en 1984.

## Biographie
Active durant les années 1930 et 1940, Fiora a illustré l'ensemble des romans publiés en feuilleton dans Le Journal de Mickey de 1934 à 1941 et dans Hop-là ! de 1939 à 1940, ainsi que les trois quarts des romans publiés dans Robinson entre 1937 et 1943. Réfugiée à Marseille en 1940, elle reste dans la région après la guerre et se consacre à la peinture et sa famille.

## Illustration
- Winnetou, l'homme de la prairie, roman de Charles May, Ernest Flammarion, 1933 (BNF 32434565)
- La Caravane d'esclaves : récit soudanais, de Charles May, Ernest Flammarion, 1933 (BNF 32434531)
- Guy D'Antin, « Frank Sauvage », Le Journal de Mickey, 1935-1941.
- Guy D'Antin, « Jacques Barnes, aventurier », Le Journal de Mickey, 1936 puis Robinson, 1936-1940.
- Pierre Cobore, « Pistol Peter », Le Journal de Mickey, 1936-1940.
- Edgar Rice Burroughs, « Tarzan » et diverses autres histoires, Le Journal de Mickey et Robinson, 1936-1940.
- Roi malgré lui, d'Edgar Rice Burroughs ; traduit par Pierre Cobor, Hachette, 1937 (BNF 31892216)